# 陈蕃
陈蕃（92-96年？—168年10月25日），字仲举，汝南平舆（今安徽省临泉县古城子）人。东汉末大臣，漢桓帝时为太尉，汉灵帝时为太傅。後與外戚竇武等人合謀盡誅宦官失敗被殺，與竇武、劉淑合稱「三君」。

## 生平

### 早年事跡
陳蕃早年在汝南郡任郡吏，後獲舉孝廉，先後換任郎中和豫州刺史周景的別駕從事，後在太尉李固表薦下任議郎。陳蕃任樂安太守時，李膺上任青州刺史，因他以嚴厲聞名，青州領下城池的官吏都因而自請離職，但陳蕃為政清廉而留任。

### 剛正不阿
陳蕃及後曾升任尚書，但因反對武力鎮壓零陵、桂陽的山賊，建議查找逼令平民為山賊的貪官和治理失當的官員而觸怒其他官員，貶為豫章太守。後再歷任尚書令、大鴻臚、光祿勳等官，任光祿勳時曾經諫請桓帝不要亂封官爵、裁汰宮女和不要沉迷狩獵。任內與五官中郎將黃琬共典官員選舉事，但因為不偏不倚，不為權貴富人偏私而被權貴中傷，因而被免官。但陳蕃後來又再任官，先後任尚書僕射和太中大夫，終於延熹八年（165年）升任太尉。

### 黨錮之禍
但在陳蕃上任後，宦官和朝中士大夫的矛盾漸漸激化，陳蕃亦多次上書諫請赦免被宦官中傷的官員，但漢桓帝都不接受，而宦官更痛恨陳蕃，但因是當朝名臣而不敢加害，卻對其他士大夫加以報復。次年，第一次黨錮之禍爆發，李膺等人被宦官所誣，漢桓帝下令將李膺等下獄考實的詔命經三公府時被陳蕃以「罪名不章」為由不肯平署，桓帝大怒，直接將李膺等收於黃門北寺獄。陳蕃同時亦向桓帝切諫，因過於懇切，以陳蕃辟召的人才不好而罷免其太尉一職。

### 謀誅宦官
永康元年（167年），漢桓帝死，竇太后臨朝，因念當日陳蕃堅持要漢桓帝立竇太后為皇后，於是下詔任命陳蕃為太傅，錄尚書事。次年，漢靈帝即位，竇太后再下詔封陳蕃為高陽鄉侯，但陳蕃堅決辭讓，終不受封。陳蕃於是與身為外戚的大將軍竇武共同掌政，徵用名士賢才，令天下士人都有太平治世的希望。同時，陳蕃因中常侍曹節和王甫等與靈帝乳母趙嬈勾結，取得太后信任而獲得權勢，縱容家族同黨為非作歹，於是打算謀除宦官。同時竇武亦有這圖謀，於是二人同心準備盡誅宦官。竇武曾向竇太后表示要盡誅宦官，但竇太后不認同全數誅殺，雖已誅除了中常侍管霸和蘇康，但及後竇武多次要求誅除曹節等人時卻始終猶豫，陳蕃亦曾上書給太后勸她支持，但都不被接納，令計劃懸而未決。

### 事敗被殺
建寧元年九月辛亥日（168年10月25日），竇武打算內奏誅除宦官的奏章被盜，事機洩漏，曹節於是以刀脅逼尚書官屬為他寫作詔令，以此誅除竇武。陳蕃知道事情敗露、曹節有所行動後，帶領屬官和門生八十多人拔刀衝入承明門，大呼：「大將軍忠心保衛國家，宦官則是反逆，怎可以說竇氏無道呀？」王甫當時和陳蕃相遇，說：「先帝不久才去世，皇帝新立，竇武又有何功勳令他們兄弟父子一門獲封三侯呀？而且又常常擅取宮中人手，十個月之間就用了上億的錢。這樣的大臣，是有道嗎？你是國家棟樑，卻去依附黨人，還怎麼找反賊！」於是下令收捕陳蕃，當時陳蕃拔劍叱責王甫，令王甫手下兵眾不敢接近，王甫於是加派人手圍困陳蕃等人達數十重，最終將陳蕃執送黃門北寺獄。當日陳蕃就被殺，家屬流放到比景，宗族門生和舊屬都被免職禁錮。

## 性格特徵
- 陳蕃少已有掃除天下奸佞的志向，這點其父的朋友薛勤就因其「大丈夫處事，當埽除天下，安事一室乎！」而知道其志向，並大感驚奇。
- 陳蕃為人方正嚴厲，早年任州別駕從事時就因諫爭不合而離職。任樂安太守時揭發人稱守喪至孝二十多年的趙宣在期間生了五個孩子，因而大怒並告發治罪。大將軍梁冀掌權時寫信對陳蕃有所請託，陳蕃卻拒絕收下，其使者於是詐稱大將軍前來，最終令陳蕃大怒，將使者鞭笞至死。後典選舉事時亦不偏不倚，及至黨錮之禍時亦不宦官強盛，堅持要為那些因懲處有罪的宦官宗族黨羽的官員求情亦可見其方正。最終陳蕃亦因圖謀為國誅除宦官而死。

## 軼事
范曄在《後漢書》記載：陳蕃很少接見訪客，就算有訪客，但不設蓆榻供訪客坐，除了一個人，此人就是徐稚(即徐孺子)。只有徐稚來訪時，陳蕃才設蓆榻讓後者坐，待徐稚離開，隨即把蓆榻收起，等到徐稚再次造訪才會取出。

## 子女
- 陳逸，陳蕃死時，其友人朱震棄官為陳蕃收葬，亦將陳逸匿藏於甘陵邊界。後寧死不說陳逸躲在何處，終令陳逸免於被捕。黃巾之亂時大赦黨錮之禍禁錮的人，陳逸亦獲任官，最終官至魯相。

## 評價
- 時人評價：「天下模楷李元禮（李膺），不畏強禦陳仲舉（陳蕃），天下俊秀王叔茂（王暢」。）[4]
- 许劭：「仲举性峻，峻则少通，故不造也。」
- 窦武：「今台阁近臣，尚书令陈蕃，仆射胡广，尚书朱宇、荀绲、刘祐、魏朗、刘矩、尹勋等，皆国之贞士，朝之良佐。」（《后汉书·卷六十九· 窦何列传第五十九》）
- 窦妙：「故太尉陈蕃，忠亮謇谔，有不吐茹之节。」「太傅陈蕃，辅弼先帝，出内累年。忠孝之美，德冠本朝，謇谔之操，华首弥固。」（《后汉书·陈王列传第五十六》）
- 张奂：「故大将军窦武、太傅陈蕃，或志宁社稷，或方直不回，前以谗胜，并伏诛戮，海内默默，人怀震愤。」（《后汉书·皇甫张段列传第五十五》）
- 谢弼：「又故太傅陈蕃，辅相陛下，勤身王室，夙夜匪懈，而见陷群邪，一旦诛灭。」（《后汉书·杜栾刘李刘谢列传第四十七》）
- 蔡邕：「陈仲举强于犯上，李元礼严于摄下。犯上难，摄下易。」
- 山簡：「是以郭泰、許劭之倫，明清議於草野；陳蕃、李固之徒，守忠節於朝廷。然後君臣名節，古今遺典，可得而言。」[5]
- 范晔《后汉书》論曰：「桓、靈之世，若陳蕃之徒，咸能樹立風聲，抗論惛俗。而驅馳嶮阸之中，與刑人腐夫同朝爭衡，終取滅亡之禍者，彼非不能絜情志，違埃霧也。愍夫世士以離俗為高，而人倫莫相恤也。以遯世為非義,故屢退而不去；以人心為己任，雖道遠而彌厲。及遭際會，協策竇武，自謂萬世一遇也。懍懍乎伊、望之業矣！功雖不終，然其信義足以攜持民心。漢世亂而不亡，百餘年間，數公之力也。」又贊曰：「陳蕃蕪至，志清天綱。人謀雖緝，幽運未當。言觀殄瘁，曷非云亡？」
- 刘义庆：「陈仲举言为士则，行为世范。登车揽辔，有澄清天下之志。」《世说新语·德行》
- 裴耀卿：「茂先（张华）实王佐，仲举信时英。」
- 储光羲：「仲举登宰辅，太丘（陈寔）荣缙绅。」
- 苏辙：「蕃一朝老臣，名重天下，而狷狂寡虑，乃与未尝更事者比，几乎暴虎冯河，死而无悔者，斯岂孔子所谓贤哉！」（栾城后集卷八）
- 谢采伯：「汉唐之祸，激于君子，成于小人。成于小人，固势所必至；激于君子，实念虑有所不及。春秋之法，责备贤者，可恨也。夫陈蕃年八十余，老成虑事非不详，而诛曹节不克，遂成党锢之祸，汉因以亡。李训通经明易立志，非不正，而诛仇士良不克，遂成甘露之祸，唐自此亦亡。人皆知亡汉唐者由宦官，吾以为亡汉唐者蕃与训也。蕃、训之谋不萌，宦者虽用事，干紊朝纲，然变决不如是之亟，祸决不如是之酷，国决未至于遽亡，则为祸首者，蕃与训也。」（《密斋笔记》）
- 刘祁：「及桓、灵之世，朝政淆乱，奸臣擅权，士风激厉，以敢为敢言相尚，故争树名节，袁安、杨震、李固、杜乔、陈蕃之徒抗于朝，郭泰、范滂、岑晊、张俭之徒议于野，国势虽亡，而公议具存，犹能使乱臣贼子有所畏忌。」（《归潜志》）
- 吕中：「远小人之法不可以不严，而去小人之几不可以不密，故来郑朋、杨兴之奸者，陈蕃失于不密，遂激为朋党之变。」（《宋史全文·卷六》）
- 徐钧：「身居一室尚凝尘，天下如何扫得清。须信修齐可平治，绝怜志大竟无成。」
- 归有光：「陈仲举处桓灵之时，有清世之志，树立风声，抗论惛俗，为天下正人所依归。而宦竖操弄国权，浊乱海内；仲举与闻喜合谋诛废，以清朝廷，天下雄俊，莫不延颈企踵，以思奋其智力。而谋之不远，致太后有云台之迁，凶竖得志，士大夫皆丧其气，而邦国殄瘁矣。徒能死天下之事，而智不足称也。夫户牖功成，而不免于谲；仲举身殒，而不失于正。」（《震川先生制科文》）
- 蔡东藩：「及桓帝告崩，窦后临朝，陈蕃有德于窦后，而进列上公，窦武更位极尊亲，手握兵柄，二人同心，协谋诛奸，似乎叱嗟可办；然必不动声色，密为掩捕，使妇寺无从预备，一举尽收，然后奏白太后，声罪加诛，吾料太后亦不能不从，肃清宫禁，原反手事耳！计不出此，乃徒向太后絮聒，促令除奸，何其寡谋乃尔？且陈蕃疏中，固尝云危言极意，则群凶侧目，祸不旋踵，彼既明知诛恶之宜速，处事之宜慎，奈何尚请宣示左右耶？谋之不臧，语且矛盾，识者已知其无能为矣。」「窦武之死，其失在玩；陈蕃之死，其失在愚。彼曹节王甫等，蟠踞宫廷，根深蒂固。太后嗣主，俱在若辈掌握之中；即使谋出万全，尚恐投鼠忌器，奈何事已发作，尚出轻心耶？武之误事不一端，而莫甚于出宫归府，不先加防；蕃与武密谋已久，仍不能为万全之计，至闻变以后，徒率官属诸生，持刃入承明门，岂寥寥八十余人，遂足诛锄阉党乎？诛阉不足，送死有余，何其愚也？」（《后汉演义》）

## 文化
- 王勃《秋日登洪府滕王閣餞別序》有：“物華天寶，龍光射牛斗之墟；人傑地靈，徐孺下陳蕃之榻。”之句。

## 動漫作品
- 《蒼天航路》（王欣太）:已死，僅於張奐回憶中登場，自己被在十常侍瞞騙下的張奐殺死，後來張奐把奏表及十常侍罪證收藏並隱居，再交予時任洛陽北都尉之曹操

## 延伸阅读
[在维基数据编辑]
 《後漢書·卷66》，出自范晔《後漢書》
 《東觀漢記》